# Shannonomyia (Shannonomyia) batesi
Shannonomyia (Shannonomyia) batesi is een tweevleugelige uit de familie steltmuggen (Limoniidae). De soort komt voor in het Neotropisch gebied.